# Laüstic
Laustic ou Laüstic, également connu sous les noms de Le Rossignol, Le Laustic, Laostic et Aüstic, est un lai breton de Marie de France. Son nom provient du breton eostic, « rossignol ». Telle la Philomèle d'Ovide devenue un lieu commun de la littérature occidentale, l'être ailé y est une allégorie, ici du discours courtois sublimant le désir et l'amour impossible en une œuvre littéraire.

## Résumé
L'histoire se déroule à Saint-Malo. Deux barons voisins y ont une grande réputation. L'un est marié, l'autre célibataire. Le célibataire tombe amoureux de la femme de son voisin, et leur amour devient réciproque. Leur amour reste platonique, puisque la femme est très surveillée, mais chaque nuit, lorsque le mari dort, les deux amants se retrouvent à la fenêtre, se regardent et se parlent. Le mari commence à la soupçonner et lui demande pourquoi elle se lève toutes les nuits. Elle répond que c'est pour entendre le rossignol chanter. Dans la journée, le mari fait mettre des pièges dans toute sa propriété, puis apporte le rossignol mort à sa femme, lui disant qu'ainsi elle n'aura plus de raison de se lever la nuit. La femme conserve le rossignol et l'envoie à son amant, pour qu'il comprenne que si elle ne revient pas à la fenêtre, c'est parce qu'elle y est forcée. L'amant fait forger un petit coffre en or, où il dispose le corps du rossignol, coffre qu'il conserve toujours avec lui.

## Manuscrits
La British Library en conserve une version manuscrit, datée du troisième quart du XIIIe siècle.